# لیدیا کویدولا
لیدیا امیلی فلورانس یانسن (استونیایی: Lydia Koidula; ۲۴ دسامبر ۱۸۴۳ – ۱۱ اوت ۱۸۸۶) با تخلص لیدیا کویدولا شاعر و نویسنده اهل استونی بود.
در اولین دوره جشنواره موسیقی استونی در ۱۸۶۹ دو شعر از اشعار کویدولا پس از تنظیم با موسیقی به اجرا در آماده بود، شعر کشورم عشق من است (Mu isamaa on minu arm) که به سرود ملی غیررسمی استونی تبدیل شده بود در زمان اشغال استونی توسط شوروی و ممنوعیت سرود ملی استونی از سال ۱۹۲۱ تا ۱۹۴۰ این آهنگ در تمامی جشنواره‌ها خوانده می‌شد که این سنت همچنان ادامه دارد.
یوهان وولدمار یانسن پدر وی نیز نویسنده و شاعر بوده که نویسنده سرود ملی استونی بوده‌است.